# Герцог Альбський

Герб роду Алваресів Толедських, герцогів Альбських

Ге́рцог А́льбський (ісп. Duque de Alba) — іспанський спадковий титул. Назва походить від міста Альба на річці Тормес. Наданий 1472 року кастильським королем Енріке IV володарю цього міста, альбському графу Гарсії Альваресу де Толедо. Найбільш відомим носієм титулу був Фернандо Альварес де Толедо, губернатор Іспанських Нідерландів. Також — герцог Альба, герцог Альби, герцог Альби-де-Тормеса.

## Історія
Герцоги Альбські — іспанські аристократи і гранди Іспанії, які володіли містом Альба на річці Тормес. Титул графа був заснований Хуаном II Кастильским в 1429 році. Його першим володарем став толедський архієпископ з роду Альварес де Толедо. Унаслідок целібату після його смерті в 1438 графський титул успадкував племінник, маркіз Коріа, від якого і відбуваються всі наступні графи і герцоги Альбські. У 1472 р. титул графа Альбського був підвищений до герцогського.
Дружиною першого герцога Альбського була графиня Севільська, рідна сестра королеви Хуани Енрікес. Завдяки цьому його діти й онуки були у родинних стосунках з правлячими в Іспанії монархами. Філіп II Габсбург на початку правління протегував свого кузена, 3-му герцогу Альбському. Цей знаменитий свого часу полководець увійшов в історію як застрільник Нідерландської революції (в 1567—1573 рр. він керував від імені короля Іспанськими Нідерландами).
Дядько 3-го герцога, Педро Альварес де Толедо, у 1532 р. був призначений першим в історії іспанським намісником Неаполітанського королівства. Подібно своєму племіннику, він проводив на півдні Італії жорстку репресивну політику, намагаючись насадити інквізицію. Його син Гарсія Альварес де Толедо як віце-король Сицилії звільнив Мальту від затяжної турецької облоги, за що був удостоєний титулу герцога Фернардіно, а дочка, Елеонора Толедська, стане дружиною великого герцога Тосканського, вважається прообразом «першої леді» в сучасному розумінні цього слова.
Від 1-го герцога Фернардіно по прямій чоловічій лінії походять сучасні герцоги Медіна-Сідонія. 3-му герцогу успадковував син, 4- й герцог, який додав до своїх володінь герцогство Уескар. Титули переходили від батька до сина аж до Франсіско Альвареса де Толедо (1662—1739), 10-го герцога. Синів у нього не було, а в чоловіки своєї дочки він вибрав графа Гальве з роду Сільва-Мендоса — молодшого сина герцога Інфантадо.
- Рід Сільва. У цьому шлюбі народився 12-й герцог (1714—1778), відомий своїми приятельськими стосунками з французьким письменником Жаком Руссо. Його син, герцог Уескар, помер раніше від батька, але залишив спадок доньці на ім'я Марія дела Пілар Тереса Каєтана де Сільва і Альварес де Толедо. Вона відома своїм покровительством художнику Франсіско Гойї. У герцогині не було дітей у шлюбі з 15-м герцогом Медіна-Сідонія (прямим нащадком 1-го герцога Фернардіно). Після її раптової смерті 1802 року герцогський титул успадкували нащадки від шлюбу сестри 12-го герцога з герцогом Бервік з роду Фітцджеймсів.

- Рід Фітцджеймсів походить по чоловічій лінії від позашлюбного сина Якова II Стюарта і Арабелли Черчілль (сестри герцога Мальборо). Старший син 4-го герцога Бервіка і Ліріа від шлюбу з принцесою Штольберг-Гедернською успадкував титули батька, а молодший, Карлос Мігель (1794—1835), став 14-м герцогом. Наступний герцог, син і спадкоємець попереднього, був одружений з сестрою французької імператриці Євгенією, яка померла у 1920 році у гостях у сімейства. 17-й герцог наприкінці 1930-х представляв у Лондоні інтереси диктатора генерала Франсиско Франко.

Марія дель Росаріо Каєтана Альфонса Вікторія Євгенія Франциска Фітц-Джеймс Стюарт і Сільва, широко відома як герцогиня Альбська (28 березня 1926 Мадрид — 20 листопада 2014 року, Севілья) — 18-а герцогиня Альбська, громадський діяч Іспанії. Народилася в мадридському палаці Лірія. За даними книги рекордів Гіннесса, їй належить більше офіційно визнаних урядом титулів, ніж будь-кому ще. У загальній складності герцогиня Альбська успадкувала від предків понад сорок титулів. При статку, оціненому в 600 млн євро, вона вважається найбагатшою аристократкою Іспанії. У жовтні 2011 року у севільському палаці Дуенья 85-річна герцогиня пошлюбилася з 60-річним чиновником. Під час урочистостей вона пустилася танцювати. Її дочка герцогиня Монторо має дитину від відомого тореадора Ордоньєса.

## Герб
Щит двічі розсічений і чотири рази пересічений на срібло і лазур.

## Список
- Гарсія Альварес де Толедо (? — 1488),
- Фадріке Альварес де Толедо (1460—1531),
- Фернандо Альварес де Толедо (1507—1582),
- Фадріке Альварес де Толедо (1537—1583),
- Антоніо Альварес де Толедо і Бомон,
- Фернандо Альварес де Толедо і Мендоса
- Антоніо Альварес де Толедо і Піментель,
- Антоніо Альварес де Толедо і Бомонт
- Антоніо Мартін Альварес де Толедо Гусман,
- Франсіско Альварес де Толедо
- Марія Тереса Альварес де Толедо
- Фернандо де Сільва і Альварес де Толедо
- Хосе де Альварес де Толедо і Гонгаса (1756—1796)
- Марія дель Пілар Тереса Кайетана де Сільва і Альварес де Толедо (1762—1802)
- Хакобо Фітц-Джеймс Стюарт
- Карлос Марія Фітц-Джеймс Стюарт і Портокарреро
- Хакобо Фітц-Джеймс Стюарт і Фалько
- Марія дель Росаріо Кайетана Фітц — Джеймс Стюарт і Сільва
- Марія дель Росаріо Каєтана Альфонса Вікторія Євгенія Франциска Фітц-Джеймс Стюарт і Сільва
- Карлос Фітц-Джеймс Стюарт і Мартінес де Ірій